# Stanovništvo Kosova
Stanovništvo Kosova podrazumijeva demografske karakteristike stanovnika Kosova, uključujući gustoću stanovništva, etničku pripadnost, razinu obrazovanja i zdravlja stanovništva, ekonomski status, vjersku pripadnost i druge čimbenike. 
Kosovo ima oko 1,907.592 stanovnika (2016.). Trenutno ima najmlađe stanovništvo u Europi, s fertilitetom procijenjenim na 2,4 djece po ženi.

## Etnička pripadnost
Prema etničkoj pripadnosti stanovništvo Kosova čine:
- Albanci 88%,
- Srbi 7% i
- ostali 5% (Bošnjaci, Goranci, Romi, Turci, Aškalije, Egipćani).

## Demografska povijest Kosova
Demografska povijest Kosova obuhvaća razdoblje poznate povijesti Kosova od antike do danas. U razdoblju od dvadesetak stoljeća, na Kosovu su se smijenjivali razni narodi. U antici su živjeli: Iliri, Kelti i Tračani, u srednjem vijeku Kosovo su naselili Srbi, koji su predstavljali većinu nekoliko stoljeća, a danas većinu stanovništva čine Albanci.

## Popis 2011. godine
Prema prvom službenom popisu stanovništva od samostaljenja iz 2011., Kosovo je imalo 1,739.825 stanovnika, bez Srba koji žive u općinama Zubin Potok, Zvečan, Leposavić i u sjevernom dijelu Kosovske Mitrovice, a koji su bojkotirali popis. To je prvi put u novijoj povijesti da je broj stanovnika Kosova smanjen. Od ukupnog broja stanovnika, 1,617.000 (92,93 %) bili su Albanci, 27,000 (1,58 %) Bošnjaci, 26,000 (1,47%), Srbi, a Turci 19,000 (1,08 %). Osim u spomenutim općinama na sjeveru Kosova, Srbi još žive u općinama Gračanica, Novo Brdo, Parteš, Štrpce, Klokot-Vrbovac, Ranilug te u selu Goraždevac kraj Peći.
U selu Janjevu ostalo je svega dvjestotinjak Hrvata, uglavnom starije životne dobi. Prema popisu stanovništva 1991., godine 59,6% stanovništva Janjeva činili su Hrvati. Većina se odselila u Hrvatsku. Oko 4,000 Hrvata ima u selu Letnici. U općini Dragaš oko 40% stanovništva čine Goranci. U Prizrenu živi 8.000 Bošnjaka.